# Acumulação socialista primitiva
Acumulação socialista primitiva é um conceito teórico desenvolvido pelos bolcheviques membros da Oposição de Esquerda do Partido Comunista da URSS, entre 1923 e 1927. A acumulação socialista primitiva foi exposta pela primeira vez por Ivan Smirnov e desenvolvida em seguida por Ievguêni Preobrajenski, principalmente no seu trabalho "A Nova Econômica", de 1926.

## O conceito
O conceito enfatiza a possibilidade da constituição de uma transição ao socialismo pelo uso do planejamento estatal e de trocas desiguais entre o setor privado agrário e artesanal com o setor industrial estatal em uma economia capitalista ex-colonial ou semi-colonial, onde conseqüentemente a etapa de acumulação capitalista primitiva foi ausente ou fraca ao desenvolvimento do capitalismo avançado, pré-condição favorável à constituição de uma estrutura produtiva socialista, sendo assim, fazia-se necessário que na acumulação socialista se desse de forma a vialibizar a efetivação das condições exegidas na etapa primária do socialismo.

## A etapa primária do socialismo
Os líderes da Revolução Russa, antes da consolidação da linha oficial de "socialismo em um só país", achavam que esse a Rússia, apesar da construção da república dos sovietes, das expropriações das grandes empresas e da reforma agrária, em suma, do aparecimento do Estado Operário, não havia ainda se tornado socialista. Para Lênin e os outros revolucionários, como Trotski, Preobrajenski, etc, não bastava apenas o triunfo da revolução no país, ou mesmo a mudança plena no caráter de classe do Estado, para implantação do sistema socialista, era preciso que a revolução se processasse mundialmente, pois o sistema capitalista era um sistema mundial. Por sua vez, os marxistas entendiam que Marx e Engels preconizavam que o novo sistema, ao surgir da superação positiva do capitalismo, adveria pioneiramente nos países francamente industrializados, fenômeno que não se viu na Revolução Russa, onde as relações capitalistas não estavam plenamente constituídas, comparativamente as potências como Alemanha, França, Grã-Bretanha ou EUA, que ajudariam portanto, o desenvolvimento socialista dos demais países, que se encontravam em condições capitalistas de subdesenvolvimento.
Tais restrições ao desenvolvimento das condições ao socialismo da URSS poderiam ser compensada pelo prosseguimento da industrialização no país e o apoio externo de alguma potência industrial em que a revolução também triunfasse. Contudo, a Rússia soviética havia sofrido uma enorme destruição de seu parque industrial, resultanto em um recuo do patamar do desenvolvimento de suas forças produtivas, como resultado tanto da participação do país na Primeira Guerra Mundial como da intervenção armada das potências ocidentais e da Guerra Civil. A revolução européia havia fracassado entre 1918 e 1922 e a jovem URSS, além de isolada, passava por um forte bloqueio e boicote internacional, sendo privada de mercado para exportação tradicional de seus produtos primários, como para importação de maquinários para a industrialização, sem também não ter os capitais para tal.
Em vista disso, a jovem URSS, como qualquer lugar onde a revolução socialista triunfante fosse em um país atrasado ou em circunstância de isolamento ou antes da vitória da revolução mundial, deveria passar após a revolução por um período preliminar de construção de condições para o florescimento e consolidação das relações socialistas de produção e do desenvolvimento das forças produtivas correspondentes que garantiriam a transição ao socialismo. Esta etapa foi denominada de etapa primária do socialismo. Este período especial e necessário à transição ao socialismo implica um processo de construção de novas condições sociais e econômicas na sociedade, sendo então necessário uma acumulação socialista que o viabilizasse. Para a Oposição de Esquerda a acumulação socialista necessária e possível era a acumulação socialista primitiva.

## A diferença entre acumulação socialista e acumulação socialista primitiva
Em A Nova Econômica, Preobrajenski será quem formulará claramente a distinção teórica entre a "acumulação socialista", realizada graças aos recursos próprios do setor socialista (a sobreprodução dos trabalhadores empregados nesse setor) e a “acumulação primitiva socialista”, realizada graças à apropriação pelo setor socialista de uma grande parte da excedente privado.

## O que é acumulação capitalista primitiva?
O processo de desenvolvimento espontâneo nos países capitalistas avançados se deu pela acumulação primitiva, também chamada de acumulação capitalista originária. A grande indústria foi desenvolvida primitivamente pelos capitais apropriados pelos burgueses industriais, por meio das próprias trocas desiguais entre a grande indústria com a economia agrária e a pequena economia privada urbana.
Processava-se assim a transferência do capital excedente acumulado na economia agrária, mercantil e artesanal à indústria, e assim a acumulação capitalista primitiva acabou levando à progressiva industrialização e a expropriação e desaparecimento da economia tradicional e artesanal, o que não ocorreu totalmente com os países atrasados.

## Origens da teoria e funcionamento dessa lei
O conceito de  acumulação socialista primitiva foi apresenta segundo a formulação teórica de seus defensores como a "lei fundamental da transição ao socialismo". Com este conceito, Smirnov e Preobrajenski, seus criadores, reeditavam a teoria de Marx de "acumulação capitalista primitiva" a recolocando nos termos da recém implantada economia socialista.
A teoria da acumulação socialista primitiva busca apreender quais as leis que regeriam o desenvolvimento de uma economia socialista numa situação em que a agricultura e o pequeno comércio continuavam a guiar-se pelas leis do mercado, quer dizer, numa situação de economia mista (meio estatal socialista e meio privada capitalista) e o desenvolvimento capitalista ulterior era pouco avançado. Isto é, uma economia em que havia ocorrido a expropriação socialista da grande indústria, mas em que persistia ainda milhares de pequenas propriedades produtivas privadas.
O desenvolvimento socialista se faria pela expansão industrial e da mecanização da produção garantida pela acumulação socialista primitiva, feita através da transferência para o setor estatal dos capitais excedentários do setor camponês (e da pequena propriedade em geral), acumulação essa feita pelo controle estatal exercido pelo planejamento democrático dos preços e pela própria implantação de novas empresas e fábricas estatais.

## A ideia dos dois reguladores na economia de transição ao socialismo
No centro do pensamento de Preobrajenski e de outros, a teoria da Acumulação Socialista Primitiva procura seguir a metodologia de Marx utilizada em O Capital, expressando a ideia de que no capitalismo a regulação econômica é feita pela lei do valor, enquanto que, numa economia sob a ditadura do proletariado, haveria na fase de transição para o socialismo uma regulação sobre a economia mista operada pelos organismos de planejamento governamental e apoaiada pelas empresas estatizadas. Portanto, no caso contrário, ausente o planejamento, e mantido o mercado livre, opera a regulação concorrencial feita pela lei do valor.

## Consequências
A tese em si denuncia a continuidade da NEP e de outras formas de liberalização pró-mercado que visem à acumulação de capital para o desenvolvimento de parque produtivo avançado. Por um lado, respondia, portanto a polêmica da Oposição de Esquerda com o bloco de Stálin e Bukharin, que defendiam o prosseguimento da NEP durante da década de 1920 e várias medidas de incentivo à pequena propriedade privada. Por outro lado, respondia à acusação de Bukharin, de que a Oposição de Esquerda defenderia a aniquilação dos camponeses ou pequenos produtores privados.
Como consequência dessa teoria, seria evitável também qualquer hipótese de coletivização forçada (acumulação de capitais, constituído pela apropriação de recursos obtidos pelas expropriações dos camponeses e pequenos comerciantes) como acabou empreendendo o stalinismo no fim do ano de 1929, quando reverteu sua política anterior.